# Mikroregion Čáslavsko
Mikroregion Čáslavsko je dobrovolný svazek obcí dle zákona v okresu Kutná Hora a okresu Praha-východ, jeho sídlem je Čáslav a jeho cílem je spolupráce, integrace a vytváření silnějších celků. Sdružuje celkem 28 obcí a byl založen v roce 2007.

## Obce sdružené v mikroregionu
- Bílé Podolí
- Bratčice
- Čáslav
- Horky
- Horušice
- Hostovlice
- Hraběšín
- Kluky
- Krchleby
- Miskovice
- Močovice
- Semtěš
- Schořov
- Souňov
- Starkoč
- Šebestěnice
- Třebešice
- Třebonín
- Tupadly
- Vidice
- Vinaře
- Vlkaneč
- Vodranty
- Vrdy
- Zbýšov
- Žáky
- Žehušice
- Žleby

bývalí členi
- Chotusice
- Rohozec
- Vlkančice